# Mascot
|  | Se også Maskot |
Mascot International A/S  er en international, familieejet tekstilvirksomhed med hovedsæde ved Pårup, umiddelbart nord for Herningmotorvejen. MASCOT udvikler, fremstiller og markedsfører arbejdstøj og sikkerhedsfodtøj. Virksomheden er 100% ejet af familien Grosbøl. MASCOT har egne sælgere i 15 europæiske lande og egne SA8000 (CSR)-certificeret produktionsfaciliteter i Vietnam og Laos.

## Historie
Mascot blev stiftet af John Kjærgaard Grosbøl i 1982 under navnet 'Scan Termo Konfektion Aps, der solgte vintertøj. Logoet var en bjørn, som skulle symbolisere slidstyrke og varme, og det blev derfor kendt som "den med bjørnen". I 1989 blev arbejdstøjet lanceret. I 1995 blev navnet ændret til Mascot International A/S. I perioden 1992-2002 ti-doblede Mascot sin omsætning til i alt 260,2 millioner kroner. I 2002 overtog sønnen Michael John Grosbøl den daglige ledelse af selskabet fra faderen John, der i stedet blev bestyrelsesformand for Mascot International.
I 2003 havde virksomheden en omsætning på 286,8 millioner kroner, og var den 4. største producent af arbejdstøj i Europa.[kilde mangler] Der var gennemsnitligt 152 ansatte i Danmark, og produkterne blev syet på en række lønsystuer i Fjernøsten.
I 2007 fik selskabet med små 55 millioner kroner det største overskud i Mascots historie. I 2010 blev det resultat slået, da overskuddet før skat kom lige over 55 millioner kroner. Siden er MASCOT vækstet yderligere, og i 2019 nåede nettoomsætningen 934 millioner kroner og et årsresultat på 162 millioner kroner.
Virksomhedens milepæle inden for de seneste år omfatter blandt andet etablering af en egen SA8000 certificeret fabrik i Vietnam i 2008 og ditto i Laos i 2013, samt køb af en større erhvervsgrund ved Pårup, Danmark, hvor der blev bygget et nyt domicil, for at samle selskabets aktiviteter.

## Direktionen og bestyrelsen
Direktionen består af seks medlemmer med administrerende direktør Michael Grosbøl i spidsen.
Bestyrelsen består af formand John Grosbøl, Tove Grosbøl, Michael Grosbøl og Susie Grosbøl.